# Ово је Србија
Ово је Србија или Знаш ли одакле си, сине српска је патриотска песма.
Иако се често чују теорије да је песма народна, ипак је написао музичар и песник Никола Грбић Грба са 23 године, а снимио ју је ансамбл Свилен конац за продукцијску кућу ПГП РТБ 1982. године. Никола је посвећује свом прадеди, који је погинуо у Мојковачкој бици и не зна се где му је гроб.
Песма раније је била забрањивана због оптужби да шири "великосрпски национализам".
Нумера је отпевана широм света, нпр. и од стране Хора Црвене армије и Кинеског хора. Обраду је отпевао и Аца Лукас, Грбићев дугогодишњи сарадник, али и Радош Бајић уз пратњу Свиленог конца.